# Arcade (chanson)
Pour les articles homonymes, voir Arcade.
Chanson représentant les Pays-Bas au Concours Eurovision de la chanson
Outlaw in 'Em
(2018) Grow
(2020)
Chansons ayant remporté le Concours Eurovision de la chanson
 Toy
(2018)  Zitti e buoni
(2021)
Arcade est une chanson du Néerlandais Duncan Laurence. Choisie pour représenter les Pays-Bas au Concours Eurovision de la chanson 2019, à Tel Aviv en Israël, elle remporte le concours. 
Cette chanson remporte la finale du samedi 18 mai et obtient le prix Marcel-Bezençon de la presse, comme meilleure chanson. Elle est intégralement interprétée en anglais, comme le permet la règle du Concours Eurovision de la chanson depuis 1999.

## Concours Eurovision de la chanson 2019
Le 7 mars 2019, AVROTROS annonce que la chanson de Duncan Laurence est sélectionnée en interne pour représenter les Pays-Bas au Concours, qui a lieu à Tel Aviv en Israël du 14 au 18 mai 2019.

La chanson, une ballade pop rock aérienne, est présentée lors de la seconde demi-finale, le jeudi 16 mai 2019. Elle passe en 16e position, sur 18 chansons participantes. Elle remporte la demi-finale, étant classée 1re avec 280 points, devançant les 9 autres chansons qualifiées et avec un meilleur score que la chanson australienne classée première de l’autre demi-finale, Zero Gravity.

En finale, « Arcade » devient la chanson gagnante de l'Eurovision, dont elle était la grande favorite, notamment auprès des bookmakers. Ayant obtenu un total de 492 points dont 261 du télévote (2e) et 231 des jurys professionnels (3e), elle devance Soldi de Mahmood de 26 points. D’après son auteur : « Le chanteur y évoquerait une histoire tragique : "C'est une chanson inspirée par quelqu'un que j'ai perdu quand j'étais plus jeune. Elle était très amoureuse d'un garçon avec lequel elle avait rompu. Elle a toujours espéré qu'il reviendrait. Mais il ne l'a jamais fait. Jusqu'au jour où elle est morte, il n'est jamais revenu" », a expliqué le chanteur à 20Minutes. Elle rend donc hommage à « quelqu'un qu'[il a] aimé profondément et qui est mort jeune ».
Les Pays-Bas remportent avec cette chanson leur cinquième victoire à l'Eurovision qu'ils n'avaient pas gagnée depuis 44 ans.

## Liste des pistes
| 1. | Arcade | 3:04 |

## Classements

### Classements hebdomadaires
| Classement (2019)                          | Meilleure position |
| ------------------------------------------ | ------------------ |
| Allemagne (GfK Entertainment)              | 26                 |
| Belgique (Flandre Ultratop 50 Singles)     | 2                  |
| Belgique (Wallonie Ultratip 50)            | 1                  |
| Danemark (Tracklisten)                     | 23                 |
| Écosse (OCC)                               | 24                 |
| Espagne (PROMUSICAE)                       | 38                 |
| France (SNEP Téléchargement)               | 8                  |
| Grèce (IFPI International Digital Singles) | 5                  |
| Irlande (IRMA)                             | 37                 |
| Israël (Media Forest)                      | 3                  |
| Norvège (VG-lista)                         | 10                 |
| Pays-Bas (Nederlandse Top 40)              | 1                  |
| Pays-Bas (Mega Top 50)                     | 1                  |
| Pays-Bas (Single Top 100)                  | 1                  |
| Royaume-Uni (UK Singles Chart)             | 67                 |
| Royaume-Uni (UK Download Chart)            | 19                 |
| Suède (Sverigetopplistan)                  | 6                  |
| Suisse (Schweizer Hitparade)               | 6                  |

## Historique de sortie
| Région / Pays | Date        | Format         |
| ------------- | ----------- | -------------- |
| Monde entier  | 7 mars 2019 | Téléchargement |